# Art roman en Catalogne

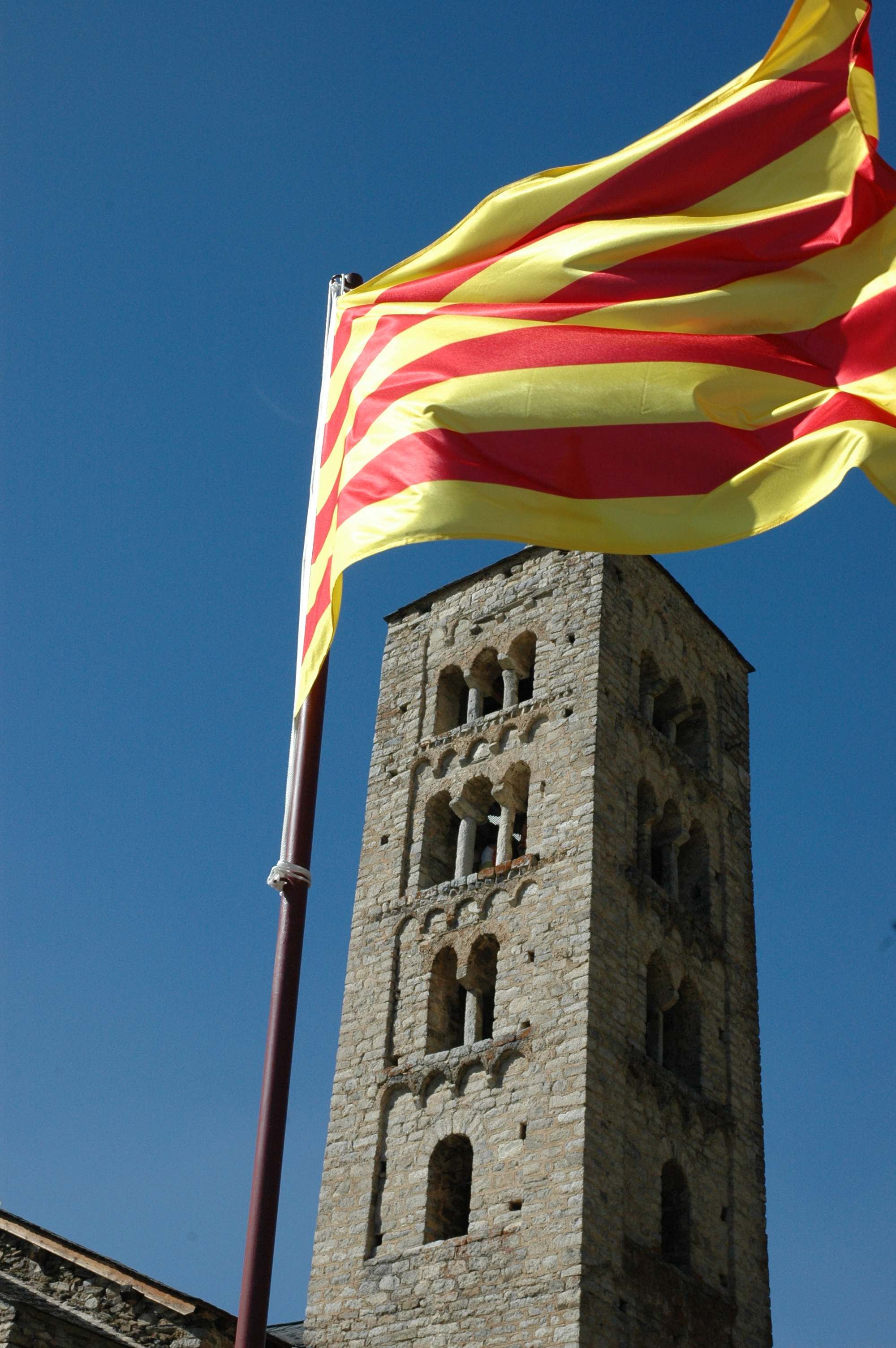
Clocher de Sant Just i Sant Pastor de Son, dans le Pallars Sobirà.

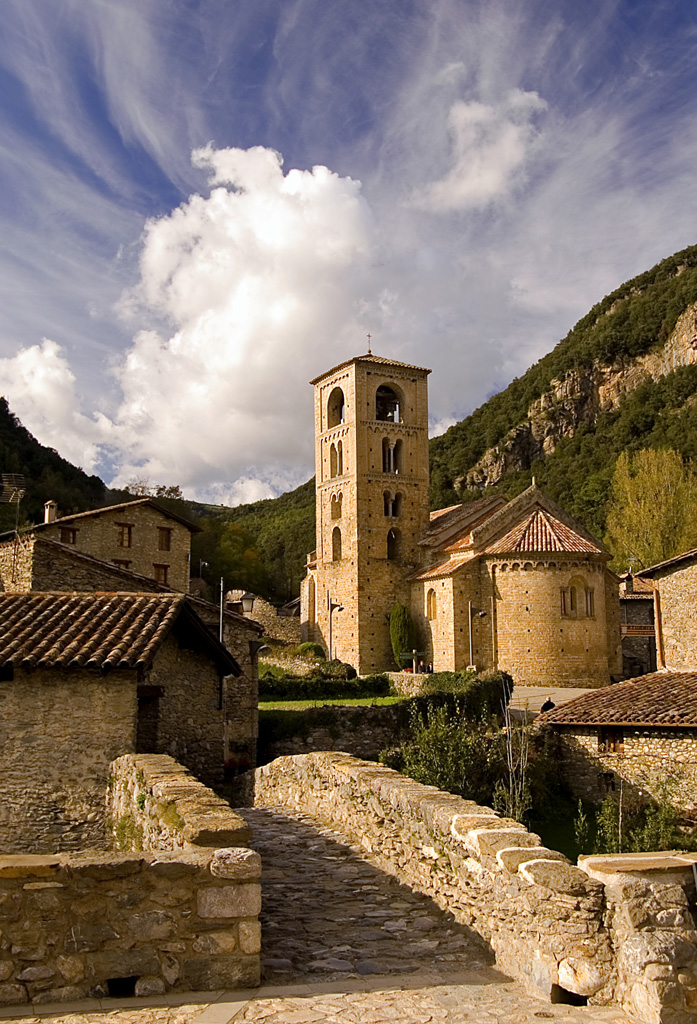
Sant Cristòfol de Beget est un bon exemple de l'art roman le plus pur dans le Piémont pyrénéen.

L'art roman s'est développé sans frontières aux XIe et XIIe siècles à travers l'Europe centrale et occidentale, de la Pologne au Portugal et de la Scandinavie à la Sicile. Malgré sa large expansion, c'est un art très homogène, raison pour laquelle il a été considéré comme le premier style médiéval européen complètement épanoui. En dépit de ce consensus, et comme il est advenu avec les langues romanes, différentes écoles nationales sont apparues, comme la catalane, étroitement liée à celle de la Lombardie. Son nom, passé dans l'usage courant seulement à partir de 1835, révèle qu’il puise ses origines dans la tradition romaine, dont il s'inspire tant en architecture qu'en sculpture, et même en peinture, dans ce dernier cas au travers de l'influence byzantine, très forte dans le Nord de l'Italie.
Après la décomposition de l'Empire carolingien, le territoire qu'il couvrait se fragmenta en petits États et comtés, régis par la féodalité, système économico-juridique et de relations sociales qui s'étendit à tout l'Occident européen à partir du XIe siècle, période où l'art roman connut son expansion, laquelle coïncide également avec l'éclosion des langues romanes, qui se sont peu à peu formées à partir du latin dans les siècles précédents, éveillant dans la population le sentiment d'appartenir à une nation (l'abbé Oliba parle déjà de patrie), sous la souveraineté, dans le cas de la Catalogne, des comtes de Barcelone.
Après une période considérée comme préromane, vers le milieu du Xe siècle, suivent deux périodes ou styles romans correspondant en Catalogne à deux étapes dans la lutte pour la reconquête du territoire à l'Islam. Ainsi, le premier âge roman, qui donne naissance à l'art roman lombard, correspond à l’ancienne Gothie, où les comtes catalans étaient arrivés au XIe siècle ; le second âge roman, ou âge roman classique, couvre la Nouvelle Catalogne, c'est-à-dire les territoires conquis au XIIe siècle, à savoir les régions de Lérida, Tarragone et Tortosa, qui donnent à la Catalogne sa configuration définitive.
L'art roman se prolongea en Catalogne jusque sur la première partie du XIIIe siècle ; il était donc encore l'art consacré lorsque Jacques Ier d'Aragon conquit Majorque (1229) et Valence (1239). Ce ne fut que dans la deuxième moitié du siècle que s'imposèrent progressivement en Catalogne les formes et l'esprit du nouveau style : l'Art gothique.

## Contexte historique et social

### Antécédents historiques

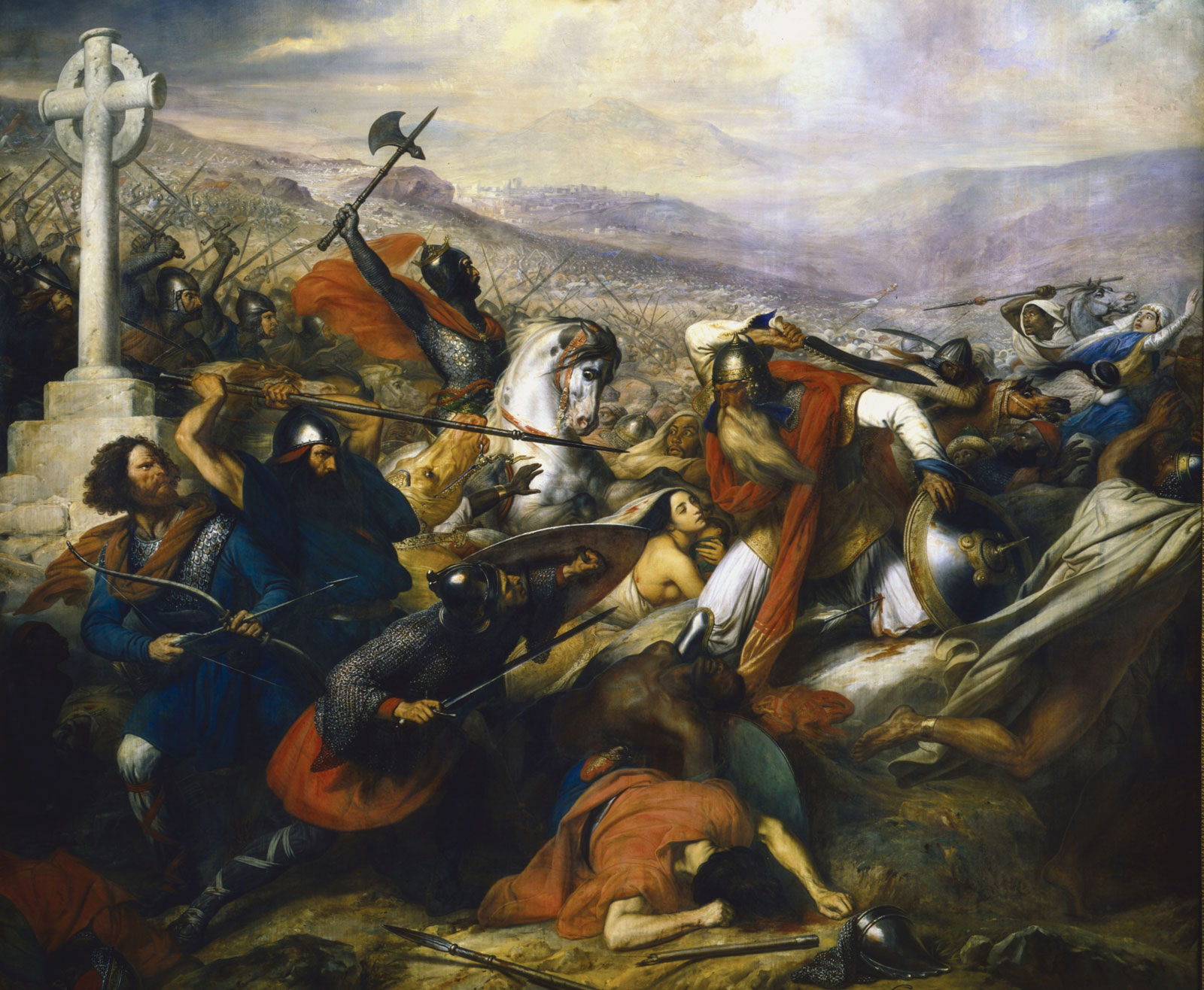
La Bataille de Poitiers (732), par Charles de Steuben, Château de Versailles.

La Catalogne a été envahie vers 716 par les troupes musulmanes, qui poursuivirent leur expansion vers le Nord jusqu'à ce qu'elles furent mises en déroute à la bataille de Poitiers (732) par les troupes de Charles Martel. Charlemagne, qui voyait compromis son vaste empire européen, l'Empire carolingien, interposa entre celui-ci et l'Islam une frontière, une zone tampon, qu'on appela la Marche d'Espagne, la future Catalogne. Deux étapes importantes de la mise en place de cette « marche » furent la conquête de Gérone par les Francs en 785 et la soumission par Louis le Pieux, fils de Charlemagne, en 801, de la ville de Barcelone et des terres avoisinantes, jusqu'au Llobregat .
C'est à cette époque que le cours inférieur du Llobregat devint la frontière méridionale de l'empire, séparant les chrétiens des Sarrazins. Ce n'est qu'au début du Xe siècle, plus précisément en 904, que l'on trouve trace des premiers établissements chrétiens situés sur l'autre rive du fleuve, comme le château de Cervelló. Nombreux furent les paysans qui colonisèrent ces terres par le moyen de l'aprision.

### Souveraineté

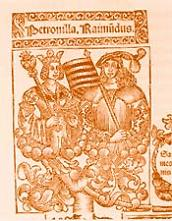
Raimond-Bérenger IV de Barcelone et Pétronille d'Aragon.

C'est lorsque la Catalogne obtint sa souveraineté que l'art roman s'y implanta progressivement. Depuis Guifred le Velu (878-897), les comtes catalans avaient entamé la marche vers la souveraineté, mais ce seront les grands comtes de Barcelone, comme Raimond-Bérenger Ier (1035-1076), l'Ancien, ou Raimond-Bérenger III (1093-1131), le Grand, qui mèneront le pays à sa plénitude, parallèlement au développement de l'art roman. La mosaïque des comtés formant la Catalogne s'était peu à peu fondue en un seul État sous la souveraineté des comtes de Barcelone, à l'exception des comtés de Pallars et d'Empúries, qui se rapprochèrent plus tard.
 Raimond-Bérenger IV (1113-1162), conquérant de Tortosa (1148) et de Lérida (1149), apporta la dernière touche à la configuration définitive de la Catalogne telle que nous la connaissons aujourd'hui et matérialisa l'union avec l'Aragon par ses fiançailles (1137) avec la princesse Pétronille, fille âgée d'à peine un an du roi d'Aragon Ramire II. Leur fils, Alphonse le Chaste (1162-1196), sera le premier comte de Barcelone à arborer le titre de roi d'Aragon.

### Féodalité

Les trois ordres sociaux dans la société féodale : moine, chevalier, paysan.

Le développement et l'expansion de l'art roman coïncident également avec l'avènement de la féodalité à tous les niveaux de la société, caractérisé par la désintégration de l'autorité du pouvoir public, c'est-à-dire la privatisation progressive des charges et fonctions publiques, qui deviennent héréditaires,. Dans la féodalité, les hommes étaient liés les uns aux autres par des liens de vassalité et de fidélité et l'objet du pacte était le fief, qui consistait en l'usufruit d'une terre ou d'un château ou aussi en une fonction publique ou des rentes. Toute cette structure était sous l'emprise du prince, le comte de Barcelone, auquel étaient soumis de nombreux nobles et barons, parfois si puissants qu'ils en vinrent à se rebeller contre l'autorité du souverain.
Par opposition au fief, l'alleu était un domaine exempt de toute prestation. Dans la féodalité, les paysans, soumis au servage, étaient attachés à la terre, qu'ils ne pouvaient abandonner sans payer un rachat (remença) au seigneur.
Grâce à ce système, les anciens châteaux bâtis en toute hâte au moment de la reconquête du pays, purent être reconstruits. Les plus stratégiques prirent même une importance considérable, donnant leur nom à des lignées, telles que les Cardona ou les Cabrera, qui, grâce à leur lutte contre les Sarrazins et à la reconquête de la Nouvelle Catalogne, deviendront les seigneurs de domaines étendus et exerceront une forte influence politique.

### La Trêve de Dieu

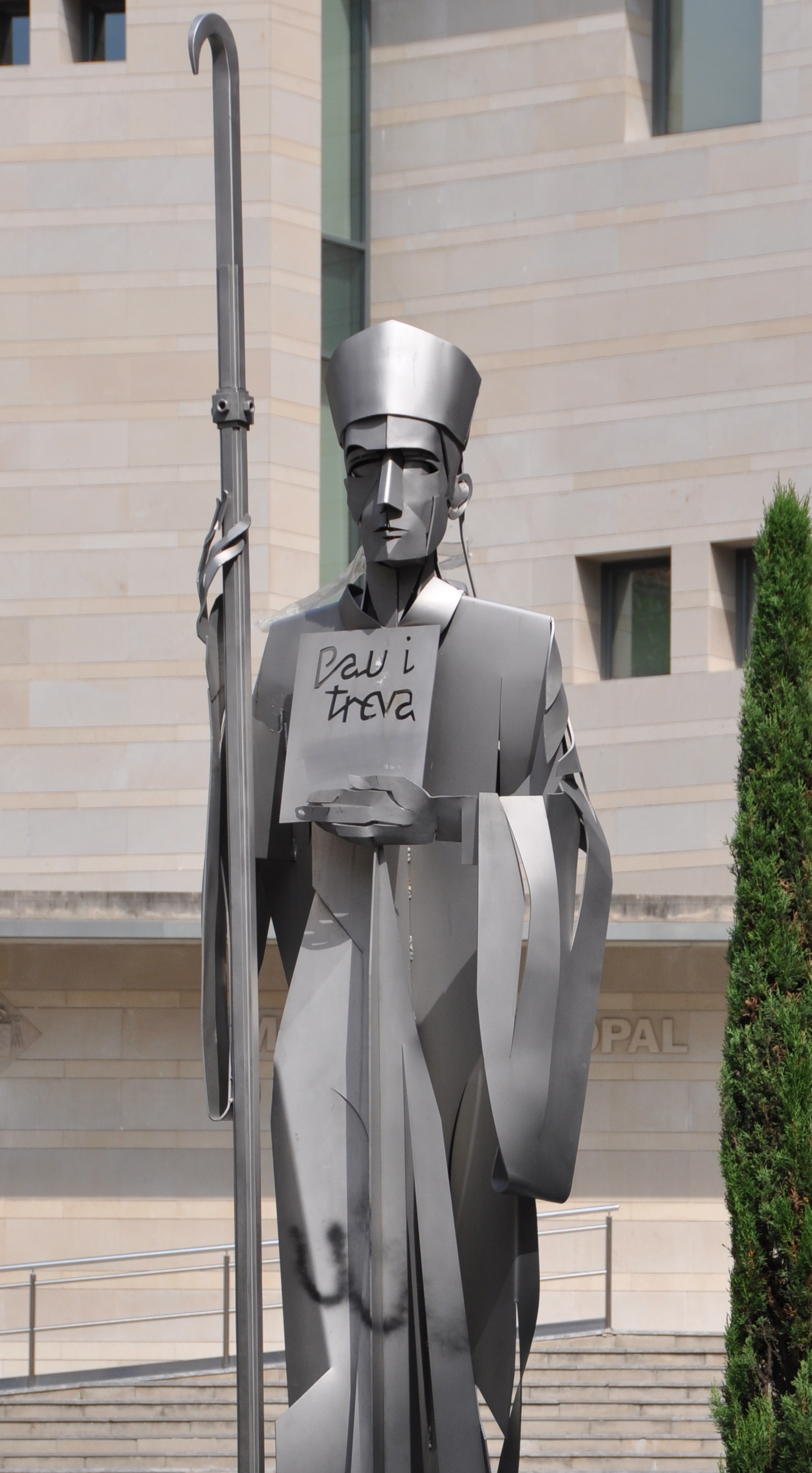
Statue d'Oliva de Besalù à Vic.

La prolifération des églises romanes s’explique par la violence féodale perpétrée par les nobles, qui affectait tout le monde, pas seulement les nobles et leurs guerriers, mais aussi le clergé et les moines, les paysans et tous les ordres de la société.
L'insécurité devint telle que l'Église, à l'initiative de l'abbé Oliva de Besalù, institua le mouvement de la Paix et de la Trêve de Dieu, lequel, pour protéger les personnes et les biens, interdisait la pratique de la guerre en des lieux et jours déterminés. C'est ainsi que se formèrent, sur une zone de trente pas autour des églises, des sagreras, où l'immunité était garantie.

## L'art préroman
On peut diviser l'art préroman en deux périodes, l'une antérieure et l'autre postérieure aux Sarrasins. L'art qui se pratiquait avant la domination sarrasine suivait la tradition paléochrétienne. Très peu de vestiges nous en sont parvenus, car, presque toujours, un nouveau sanctuaire a été bâti par-dessus. 
Au sens strict du terme, l'art préroman ou premier âge roman est tout ce qui précède l'art roman, mais cette désignation serait trop générale et l'on a coutume de l'associer plus adéquatement à l'art qui a été pratiqué au IXe et Xe siècles, après la domination musulmane de la Catalogne. 

### Architecture
L'art préroman, loin d'être homogène, recèle une pluralité de formes qui trouvent pour la plupart leurs origines dans des traditions autochtones antérieures et sont plus ou moins influencées par les substrats culturels de chaque région, alors que l'on constate une continuité dans les formes les plus simples héritées de l'époque wisigothe. Dans certains cas, on note une nette volonté de renouer avec la Rome antique, perçue comme une civilisation supérieure, de même qu'avec l'art carolingien. Ailleurs, l'influence de l'occupation sarrasine est plus forte, comme dans l'art mozarabe de l'ouest de la péninsule. En Catalogne, les faux arcs en fer à cheval, qui ne respectent pas le vocabulaire des arcs arabes, ne sont pas d'influence mozarabe, mais sont de simples exemples de rusticité.
En un premier temps, les édifices d'époque antérieure furent retapés ou restructurés, mais vite de nouveaux bâtiments furent érigés sur de nouveaux plans, des basiliques ou de petites églises en pierre ou en terre, couvertes de bois, qui suivaient les modèles traditionnels. Le type le plus courant d'église préromane, qui reflète l'influence de l'architecture carolingienne consiste en un petit édifice à nef unique se terminant par une abside carrée ou trapézoïdale, parfois dotée d'un transept s'élevant entre l'abside et la nef. À la fin du Xe siècle, l'abside commence à prendre une forme semi-circulaire approfondie, très irrégulière.

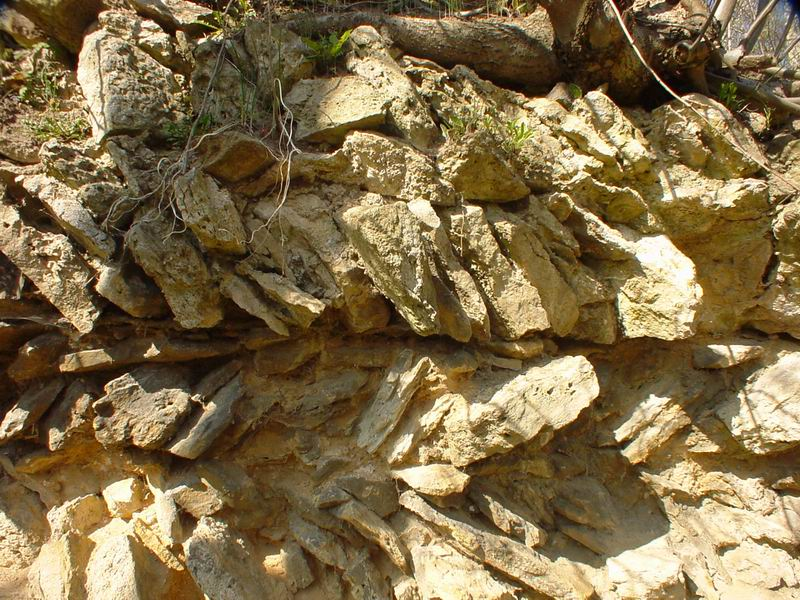
Exemple de mur en épi

Dans le courant du Xe siècle, on voit l'apparition de la couverture en voûte dans les chapelles, puis dans les nefs des églises de petites dimensions. Les structures devinrent plus solides, avec des murs présentant de grosses pierres angulaires et souvent un appareil en épi, méthode de construction d'influence romaine, partout adoptée dans la deuxième moitié du siècle, tant dans les églises conservées jusqu'à nos jours dans l'Empordà et sur les rives du Llobregat que dans les châteaux érigés à la fin du siècle aux frontières de l'empire musulman.

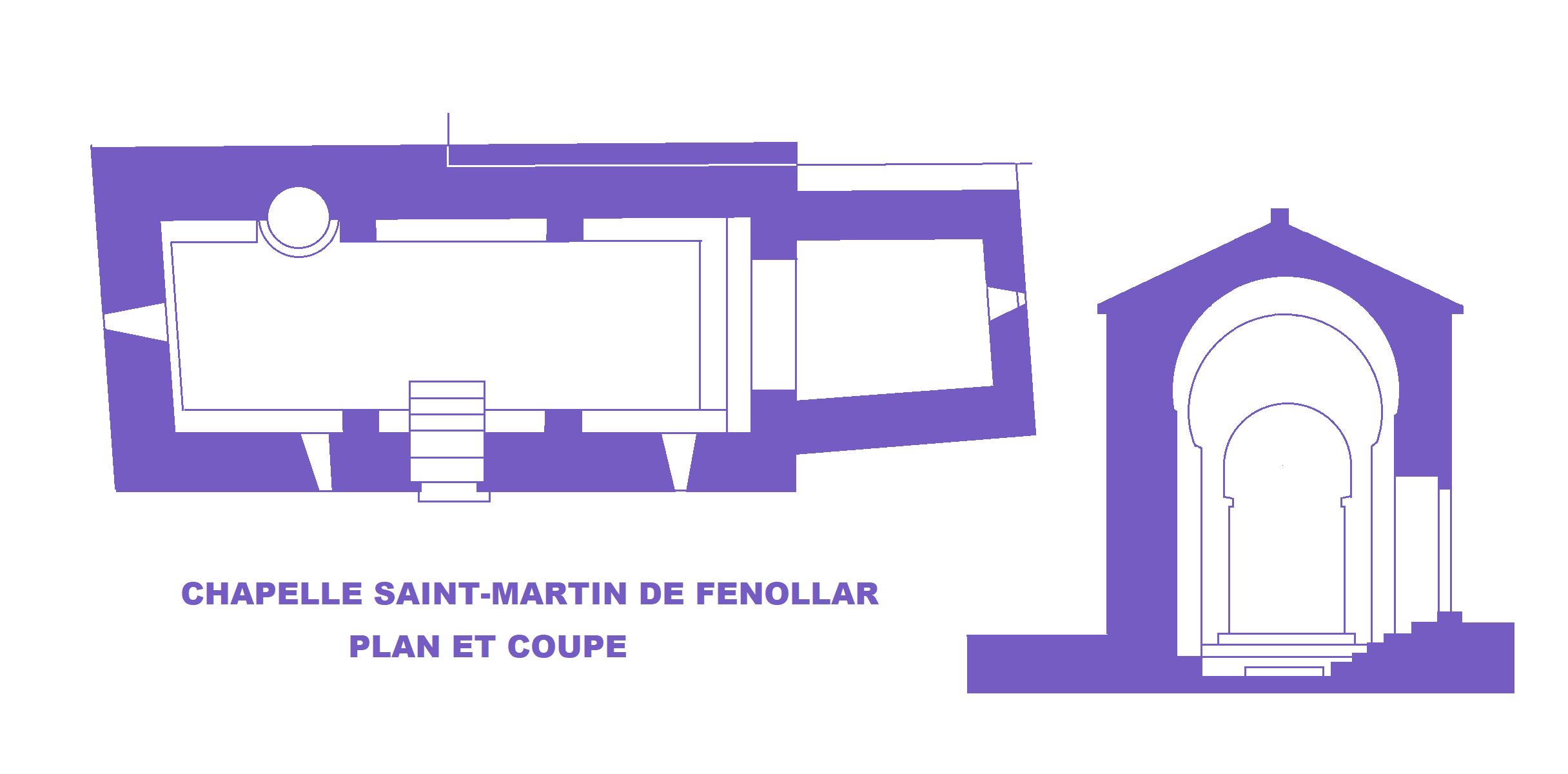
Chapelle de Fenollar

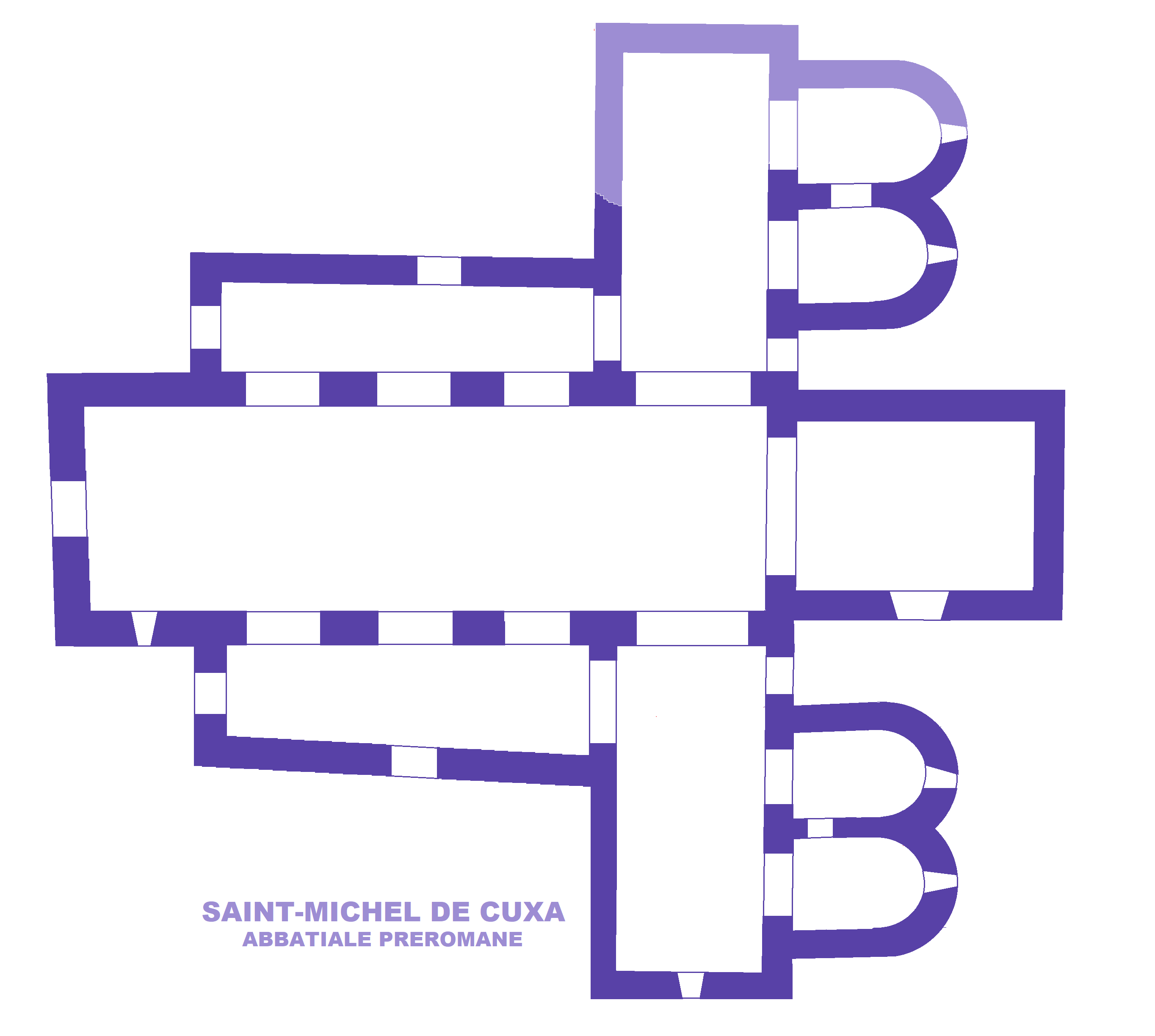
Cuxa, plan préroman

Parmi les monuments authentiquement préromans subsistants, on peut citer la Chapelle Saint-Martin de Fenollar, en Roussillon avec un "canevas" que l'on retrouve dans les églises des provinces de Barcelone et de Gérone, avec une nef unique et un chœur rectangulaire plus étroit que celle-ci. Cette forme élémentaire de lieu de culte connaît une expansion considérable dans une bonne partie de l'Europe jusqu'au XIe siècle. L'arc entre la nef et le chœur peut avoir une forme de demi-cercle prolongé par une partie droite, type de tracé apparu dans la région dès la basse Antiquité.
Il convient également de mentionner l'église de Santa Maria de la Tossa de Montbui (Anoia), une bonne partie de l'ensemble monumental des églises de Sant Pere de Terrassa, Sant Quirze de Pedret, et la porta Ferrada – unique vestige de l'ancien monastère de Sant Feliu de Guíxols.
La fin du Xe siècle connut une véritable euphorie constructive dans les églises des monastères de la Gothie, sur les territoires les moins affectés par les incursions musulmanes, notamment dans les vallées des Pyrénées et sur les terres se trouvant en aval de celles-ci. C'est alors que commencèrent les grands chantiers de l'Abbaye Saint-Michel de Cuxa, et des monastères de Santa Maria de Ripoll et de Sant Pere de Rodes, avec leurs vastes édifices basilicaux couverts d'armatures en bois et dotés d'ouvertures à simple ébrasement.

### Sculpture et peinture
La sobriété des murs et couvertures admettait rarement la sculpture comme élément décoratif, laquelle se limitait à des reliefs ornementaux, avec de rares représentations humaines. Le courant sculptural califal s'inspirant du modèle des chapiteaux corinthiens ne commença à s'imposer qu'au début du dernier tiers du Xe siècle. Les premiers chapiteaux ne durent être sculptés qu'après 977 par des sculpteurs de la mosquée de Cordoue qui étaient venus en Catalogne pour travailler dans la basilique consacrée ladite année à Santa Maria de Ripoll, panthéon des comtes de Barcelone.

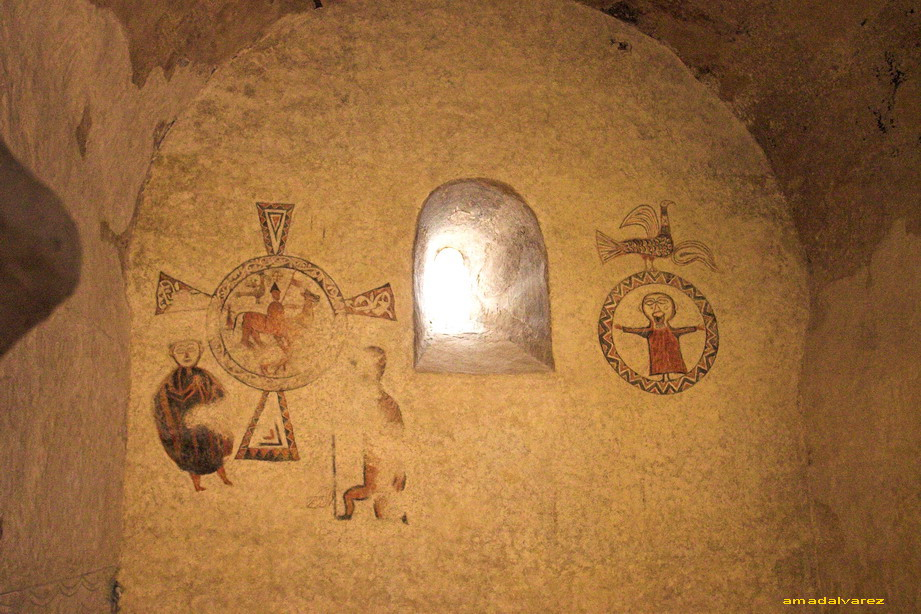
Peintures préromanes de l'église Sant Quirze de Pedret

En Catalogne, les exemples les plus anciens de sculpture authentiquement romane apparaissent dans l'église Santa Maria de Besalú, avec des chapiteaux figurés ou de tradition classique à feuilles d'acanthe. On y trouvait une grande abondance de décorations sculpturales en gypse ou en stuc, taillées en biseau, mais aussi en haut-relief, d'après une technique qui perdurera jusqu'au-delà de la période gothique.
On peut en dire autant de la peinture, représentée ici et là par quelques fresques décoratives sur des thèmes évangéliques et apocalyptiques, constituées de simple lignes entourant des surfaces peintes en couleurs primaires. On en trouve un exemple au musée du diocèse et de la comarque de Solsona, avec une absidiole provenant de Sant Quirze de Pedret.
Le musée d'Art de Gérone abrite un bon exemple d'argenterie de cette période : la pierre d'autel de Sant Pere de Rodes.

## L'art roman

### Des conditions favorables
Au XIe siècle se conjuguèrent diverses conditions favorables qui rendirent possibles le développement et l’expansion de l'art roman en Catalogne à une époque précoce et d'une manière fort créative.
On assista à une désolidarisation progressive des comtés catalans par rapport à la monarchie des Capétiens, bien qu'ils maintinssent une relation étroite avec les seigneuries féodales françaises. Ils renforcèrent de plus en plus leurs liens avec l'Italie et la papauté. Après le démembrement du califat et la compartimentation des territoires musulmans en taïfas, avec leurs propres centres culturels, les relations entre les comtes de Barcelone et les Omeyyades de Cordoue se poursuivirent.
On enregistre une expansion démographique notable emportée par le formidable développement que connut la production agricole grâce à l'extension des cultures sur de nouvelles terres, au perfectionnement de l'outillage agricole et à l'amélioration de l’exploitation des ressources hydrauliques. La génération d'excédents favorisa l'apparition d'une économie d'échanges, que les arrivées d'or musulman ne firent que stimuler encore. Cet or provenait essentiellement des parias hispaniae, tribut annuel et parfois mensuel que les Sarrasins payaient aux comtes de la Marche d'Espagne à titre d'indemnisation de guerre ou de reconnaissance de domination, en échange d'une garantie de paix.

### Le premier art roman

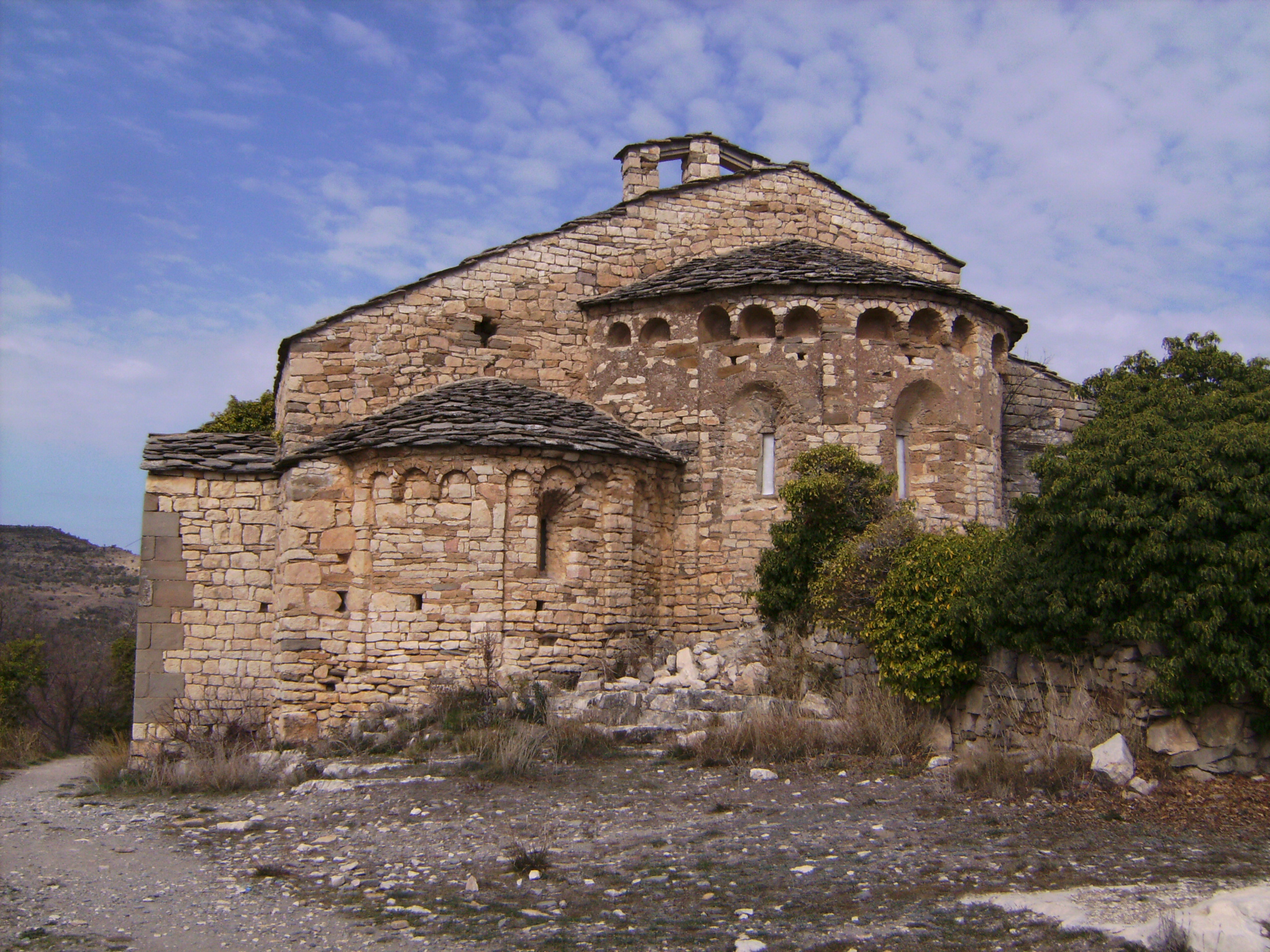
Extérieur des absides du monastère de Santa María de Mur, de style roman lombard.

Au début du XIe siècle, deux tendances principales apparurent, qui marquent souvent une rupture avec les traditions locales antérieures. La première est constituée par l'architecture d'influence lombarde, désignée par Josep Puig i Cadafalch comme « premier art roman ». Cet art, qui s'était déjà imposé auparavant dans le Piémont, se caractérise par l'utilisation généralisée d'un appareil de pierres allongées, pas très grosses et seulement un peu dégrossies, qui devait être recouvert de plâtre. La deuxième tendance est celle qui se manifeste dans le Roussillon et dans l'Empordà et qu'on trouve dans certains bâtiments comportant un appareil de pierres taillées avec colonnes et grands chapiteaux.

#### Architecture

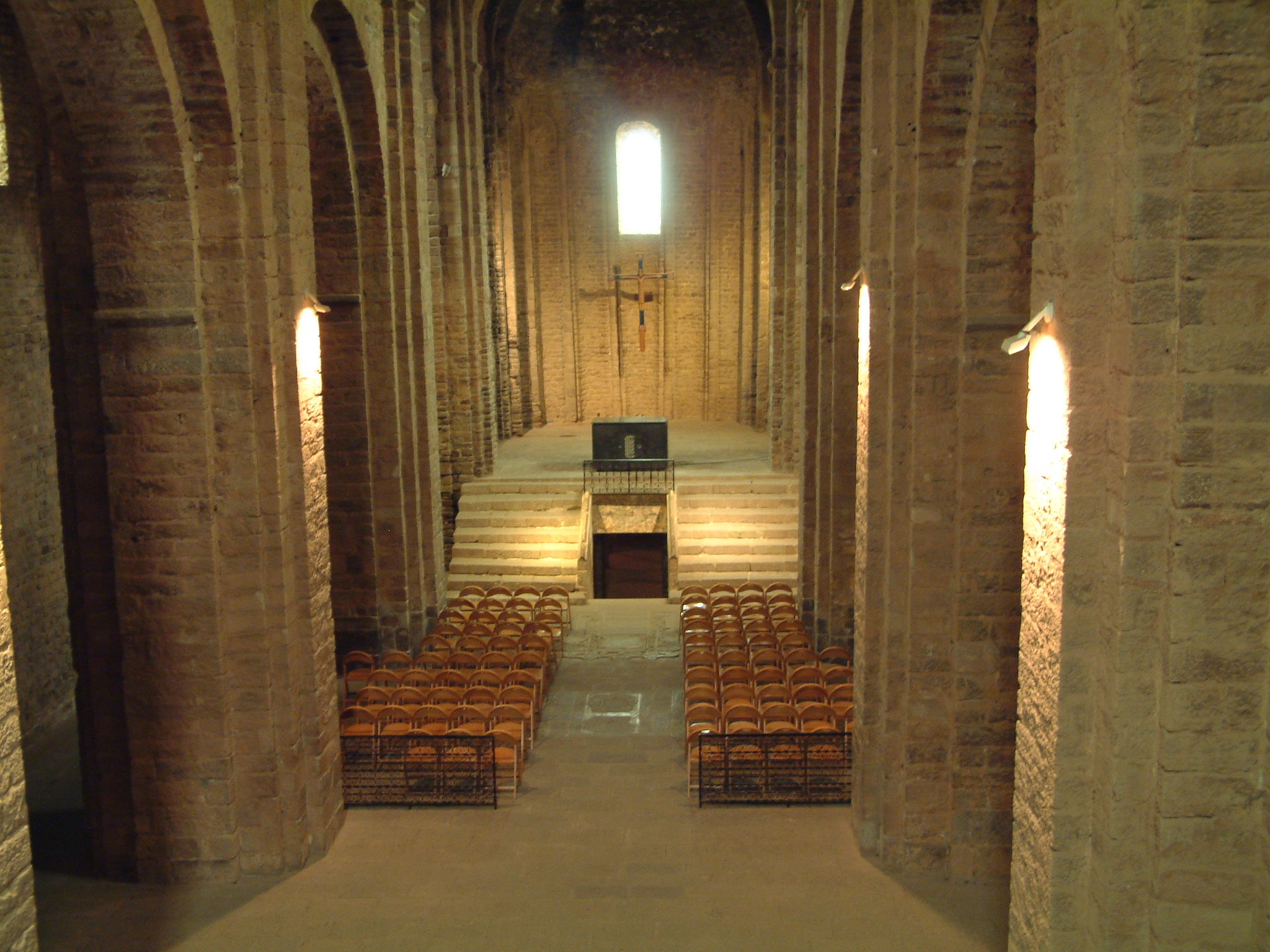
La nef de Sant Vicenç de Cardona, la plus haute de cette période en Catalogne.

Les principes de base de l'architecture romane, outre sa statique (les structures s'appuient sur les murs longitudinaux), sont l'arc en plein cintre et la voûte en berceau exécutée en pierre, qui avait déjà fait son apparition dans l'architecture préromane. On ne trouve des charpentes que sporadiquement, ou alors dans certaines vallées, comme celle de Boí. En réalité, l'art roman connaît aussi d'autres types de voûtes, comme la voûte d'arêtes (que l'on trouve, associée à la voûte en berceau, dans la collégiale Sant Vicenç de Cardona), mais la plus caractéristique reste la voûte en berceau. On construit également des coupoles sur trompes et des cryptes sous le chœur de certains sanctuaires importants.

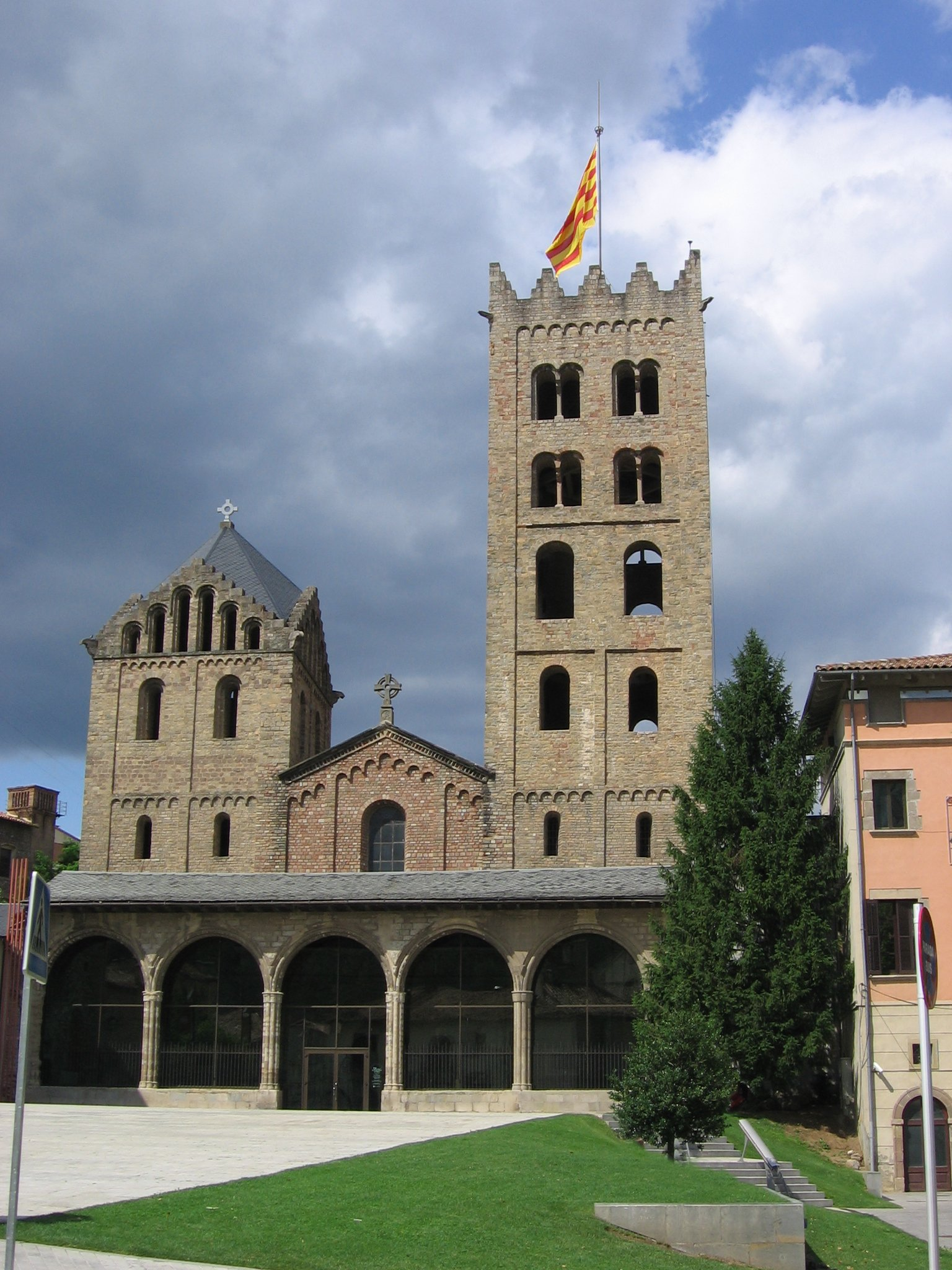
Façade du monastère de Ripoll.

L'architecture du premier art roman se caractérise à l'extérieur par des arcatures aveugles qui ornent les murs, séparées par des contreforts décoratifs appelés lésènes. Ces ornements ont leur origine dans l'architecture de l'Empire romain d'Occident et on peut encore les trouver dans des villes aussi éloignées que Trèves, sur la Moselle, ou Milan, en Lombardie, région d'où partirent les tailleurs de pierre lombards qui allèrent ensuite migrer en masse vers toute l'Europe méditerranéenne.
Les absides sont déjà toutes semi-circulaires et les églises peuvent comporter d'une à trois nefs, parfois avec transept et plan de croix latine ; la croisée du transept étant fréquemment surmontée d'une coupole ou d'une tour-lanterne. Ces différents corps de bâtiment peuvent être combinés selon des plans très variés, notamment au niveau du chevet. On trouve aussi des églises à cinq nefs, comme au monastère de Ripoll ou de plan circulaire, comme à l'ermitage de Sant Pere Gros de Cervera.
À l'époque du premier art roman, les murs sont construits en pierre, tout d'abord en petites pierres de taille équarries, ou en briques disposées en rangées régulières. Au siècle suivant, pendant le second âge roman, les pierres sont taillées avec plus de précision et appareillées. Les fenêtres sont généralement étroites, mais à double ébrasement, à la différence de celles à simple ébrasement typiques de la période antérieure (qui se perpétuent toutefois dans certaines cryptes et fortifications).

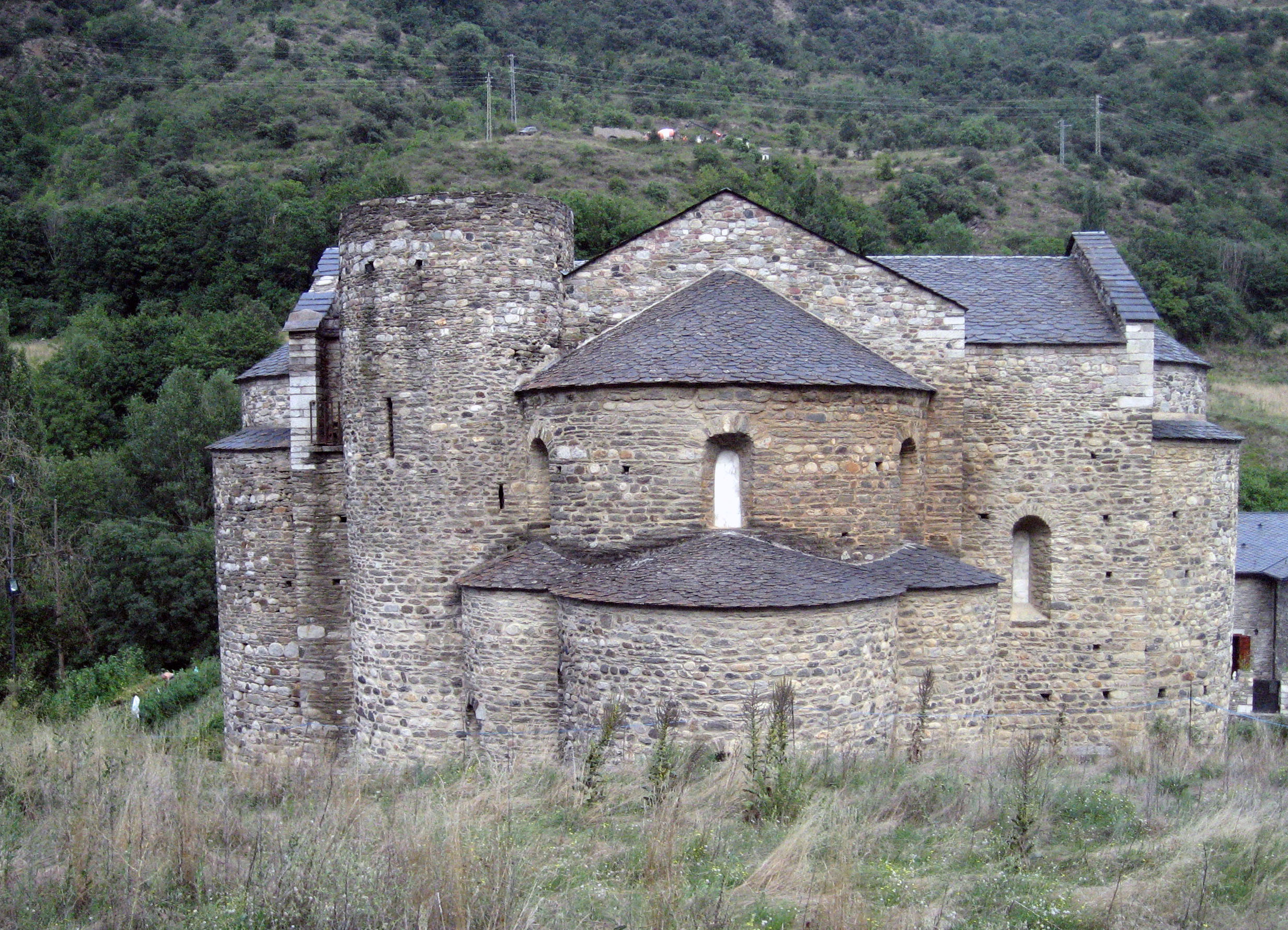
Saint-Saturnin de Tabérnolas.

Ce style abonde des deux côtés des Pyrénées et se répand, vers le sud, jusqu'au Penedès. Un style propre se développe néanmoins subtilement dans chaque partie du territoire :
- style oriental : églises à haut clocher de plan carré, datant pour la plupart de la première moitié du XIe siècle, comme les cathédrales de Gérone et de Vic, et les monastères de Cuxà, de Ripoll et de Breda.
- style central : édifices de plan complexe ; les plus connus sont la collégiale Sant Vicenç de Cardona et le monastère Saint-Saturnin de Tabérnolas.
- style occidental : souvent avec des clochers hauts et élancés, comme les églises d'Andorre, de l'Alt Urgell, du Pallars et du Val d'Aran.

#### Sculpture
Dans toute cette période, on ne peut pas parler de sculpture typiquement romane, mais cela ne veut pas dire que, dans quelques cas, la décoration des édifices n’ait pas été remarquable, bien qu'elle se distingue du style lombard, comme le montrent le monastère de Sant Pere de Rodes ou la cathédrale de Barcelone. Elle se caractérise par ailleurs par l'absence de sculpture monumentale : les intérieurs sont lisses et austères, comme en témoigne l'église Santa Maria de Castelldefels. L'architecture y apparaît donc dans toute sa pureté : la collégiale Sant Vicenç de Cardona et l'église Sant Ponç de Corbera en sont de bons exemples.
Les techniques anciennes de taille en biseau ou d'arête vive se retrouvent dans les décorations en stuc de Saint-Saturnin de Tabérnolas, Sant Pere de Rodes, Saint-Génis-des-Fontaines et Saint-André (Pyrénées-Orientales), où l'on trouve également une ornementation figurée et où les entrelacs font penser à d'autres exemples en France.

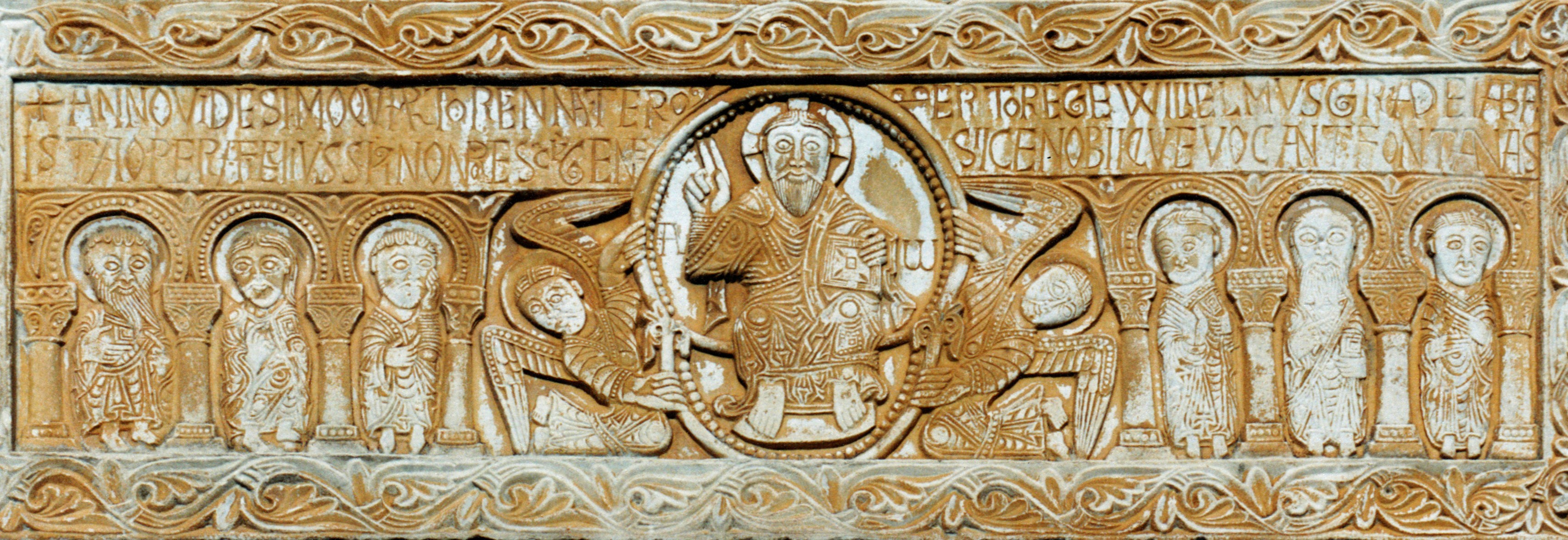
Linteau de l'abbaye de Saint-Génis-des-Fontaines.

### Le deuxième art roman
Le deuxième art roman, aussi appelé art roman tout court ou roman international s'imposa sur la plus grande partie du territoire au XIIe siècle. Ce qu'il apporte de plus important, c'est l'utilisation de pierres bien taillées, mais aussi l'intégration de riches décors sculptés, comme au monastère de Sant Joan de les Abadesses, à Sant Pere de Besalú ou à Sant Pere de Galligants, à Gérone, ainsi que l'essor des arts de la couleur. Par rapport au premier art roman, il ne constitue pas un phénomène de rupture, mais plutôt un épanouissement dans la continuité (p. 238). 

#### Sculpture

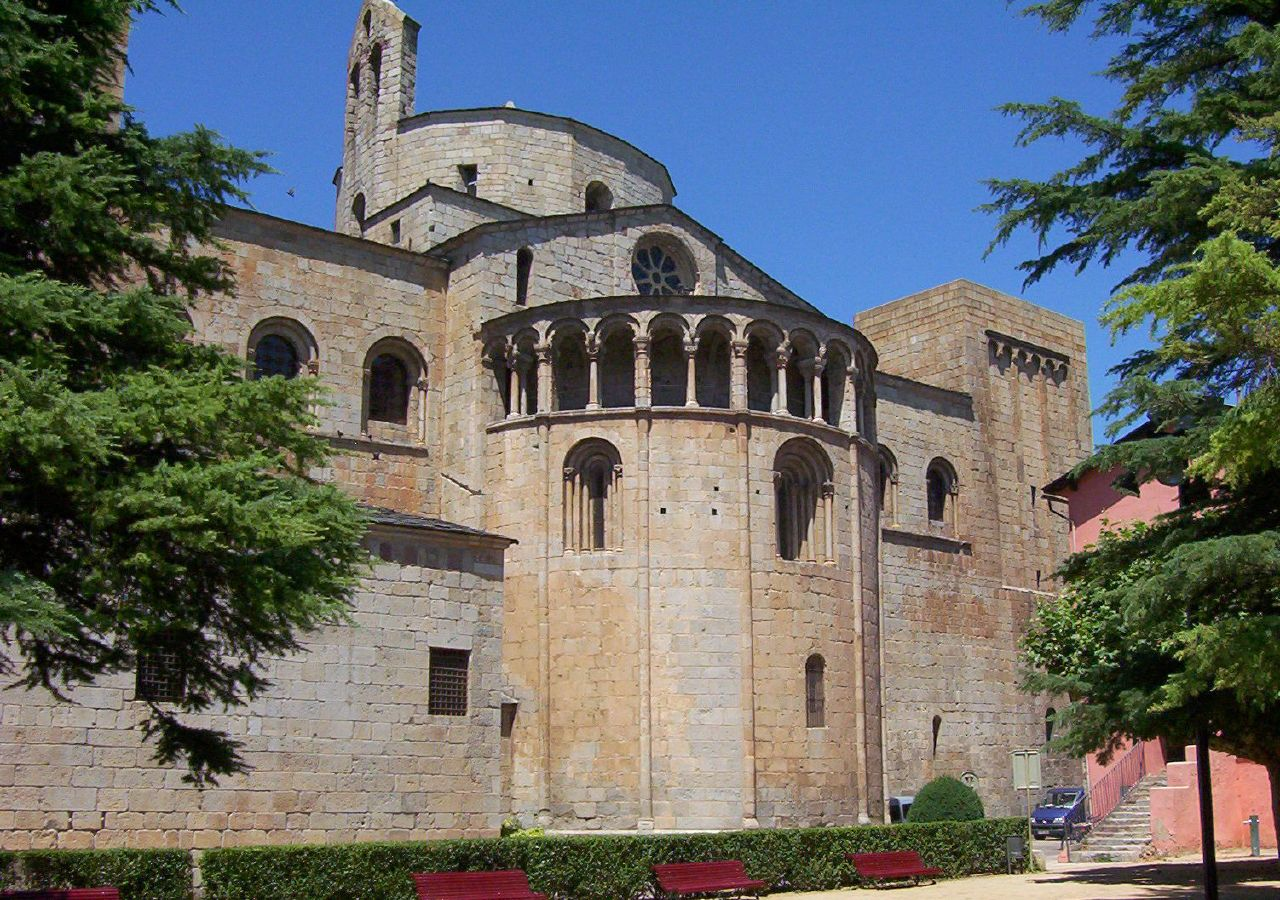
Abside de la cathédrale Sainte-Marie d'Urgell.

Avec ses appareils de grosses pierres taillées et sa sculpture ornementale, cette période atteint sa plénitude dans les régions occidentales de la Catalogne et tout particulièrement dans la cathédrale Sainte-Marie d'Urgell, qui s'inspire architectoniquement de l'Italie du Nord, mais qui reprend quant à la sculpture les traits typiques de l'Occitanie. On trouve quelques joyaux locaux isolés de cet art roman dans le Val d'Aran et en Cerdagne, mais les écoles les plus riches couvrent le Conflent et le Roussillon, où le marbre abonde sur les chapiteaux et les portails et dans les cloîtres. L'artiste le plus important et le plus authentique parmi ceux qui travaillèrent ici fut celui qu'on appela le Maître de Cabestany, dont on s'inspira en Navarre, en Occitanie et même jusqu'en Italie.
La Catalogne centrale et la région de Gérone comportent des exemples notables d’édifices mettant en valeur le marbre du Conflent, dont un grand monument d’une forte originalité, le monastère de Sant Joan de les Abadesses et une école très active autour de Ripoll et Vic.

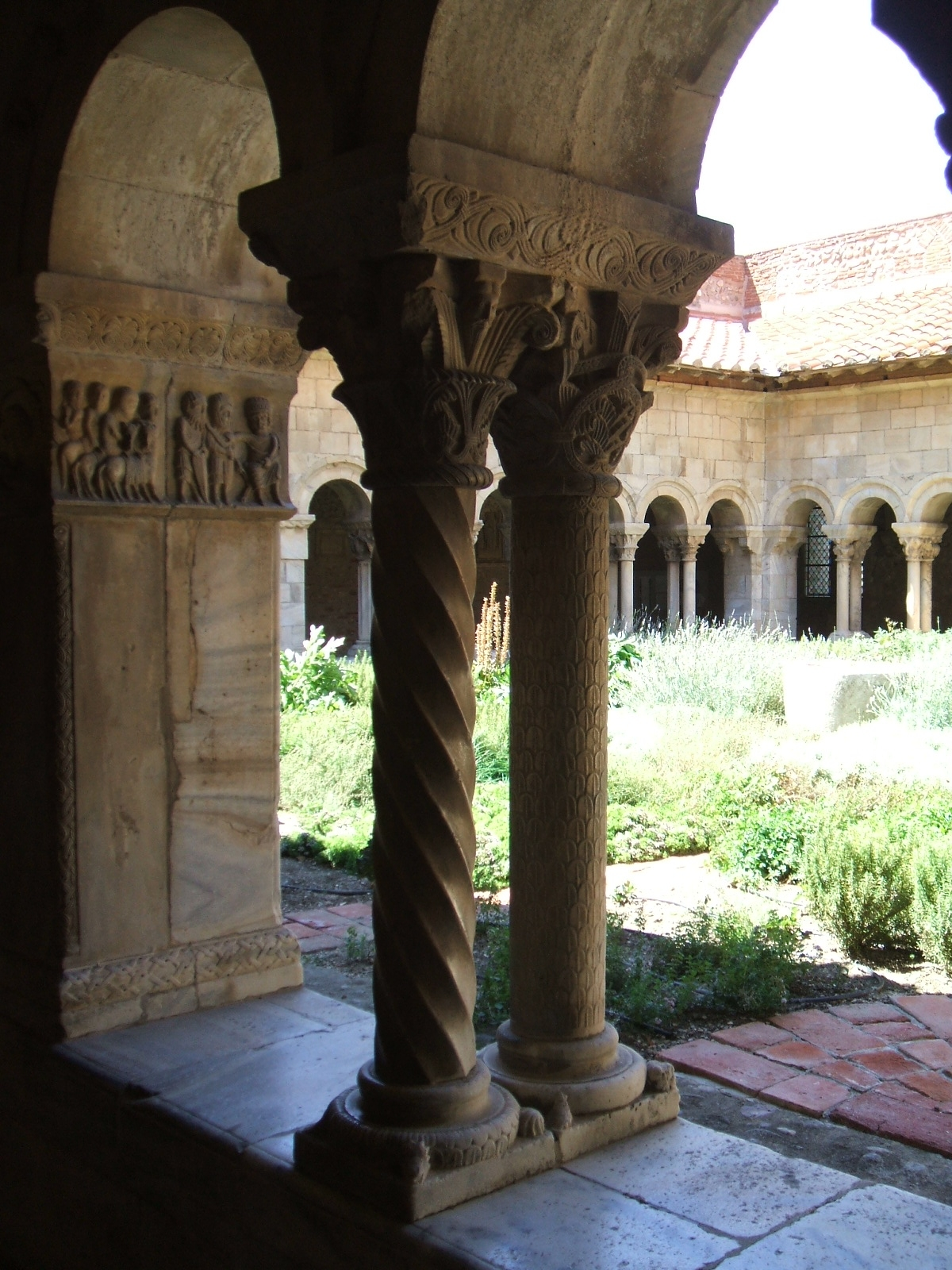
Cloître d'Elne, galerie Sud, colonne (XIIe siècle).

Le roman tardif, qui fit son apparition à la fin du XIIe siècle et au début du XIIIe, se centra tout d’abord sur Gérone, avec le cloître de la cathédrale, puis sur Barcelone. De beaux exemples en sont le cloître du monastère de Sant Cugat del Vallès, œuvre d’Arnau Cadell, et les chapiteaux du cloître de Santa Maria de l'Estany.
Une branche du dernier groupe roussillonnais, qui exécuta les sculptures du cloître d'Elne, connut une extension à Lérida, où l’on peut admirer une ornementation très riche, en partie mauresque, qui engendra tout au long du XIIIe siècle une splendide école ayant pour centre la cathédrale de la Seu Vella et rayonnant sur les comarques voisines. On remarquera la décoration de la cathédrale de Solsona, qui rappelle clairement celle de la basilique Saint-Sernin de Toulouse. L’un des meilleurs exemplaires tardifs du groupe est le portail de l’église Santa Maria d'Agramunt, datant de 1283, présentant une ornementation romane et un groupe de l’Épiphanie déjà nettement gothique, bien qu’archaïque. De bons exemples se trouvent également à Tarragone, souvent en marbre, notamment dans le cloître de la cathédrale, résolument roman, comme l’est également le plan de l’église.

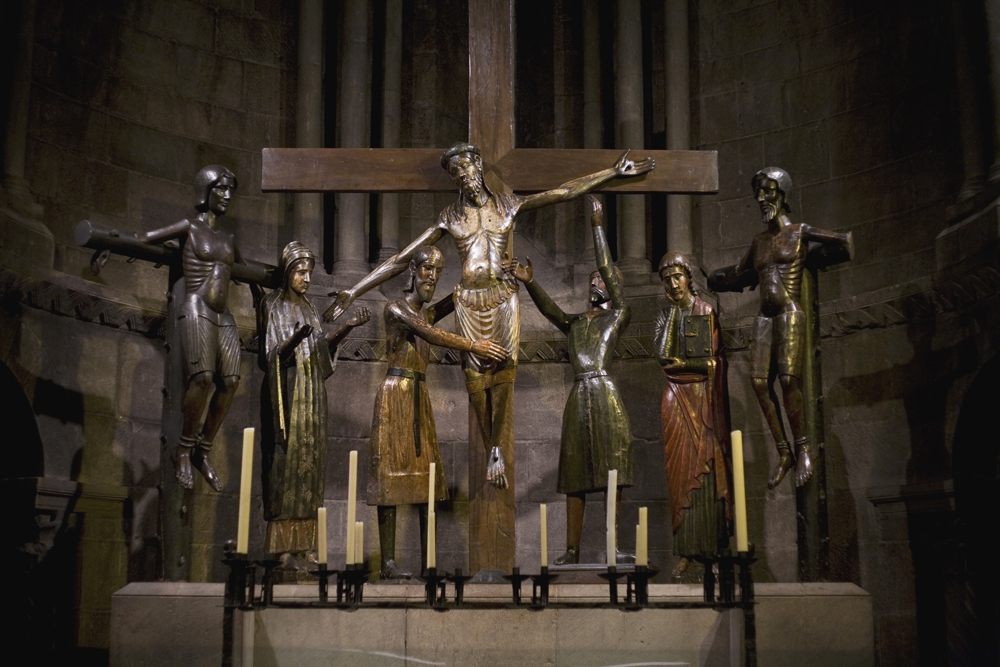
Descente de croix, Sant Joan de les Abadesses.

La sculpture sur bois est représentée, à partir de la première moitié du XIIe siècle, par quelques jolis exemplaires, souvent polychromes, mais la plupart ont disparu. Les vierges assises abondaient partout. Beaucoup ont été conservées comme objets de dévotion et sont aujourd’hui exposées dans des musées. D’autres sont encore vénérées, comme la Vierge de Montserat ou celle de Nuria. Sont également conservés toute une série de devants d’autel en bois sculpté, de christs en croix, appelés « majestats » et très répandus dans la Garrotxa et en Cerdagne, et de descentes de croix, notamment en Catalogne occidentale, comme à Viella et à Erill la Vall, dans la Vall de Boí, bien qu’on en trouve aussi, quoique plus tardive, mais dans la même veine, en Catalogne orientale, comme celle de Sant Joan de les Abadesses.